# Maciej Pstrokoński (duchowny)
Maciej Pstrokoński herbu Poraj (ur. ok. 1553, zm. 29 czerwca 1609 w Raciążu), biskup przemyski w latach 1600–1608, biskup włocławski, kanclerz wielki koronny od 1606 roku, podkanclerzy koronny od 1605 roku, referendarz koronny od 1599 roku. Uczestnik wypraw Zygmunta III do Szwecji (1593, 1598).

## Życiorys
Był synem Spytka, dziedzica Ligoty, kasztelana sieradzkiego, i Barbary Gajewnickiej. Uczył się w Sieradzu, od jesieni 1568 studiował na Akademii Krakowskiej. W 1581 otrzymał kanonię wieluńską. W lutym 1582 wyjechał na studia do Rzymu. Po powrocie przyjął święcenia ok. 1585 oraz został prepozytem łowickim (był nim lutym 1587) oraz kanonikiem gnieźnieńskim. W 1587 uczestniczył w elekcji; początkowo wyrażał gotowość poparcia kandydatury moskiewskiej, ostatecznie oddał głos na Zygmunta Wazę. W 1588 posiadał dziekanię warszawską i został sekretarzem królewskim. W 1590 był oficjałem i wikariuszem generalnym warszawskim. W kwietniu 1590 wszedł w skład poselstwa do Rzymu, sprawowanego przez bpa łuckiego Bernarda Maciejowskiego. Do kraju wrócił wiosną 1591 już jako sekretarz wielki i regent kancelarii mniejszej koronnej. Jesienią 1593 wyjechał z królem Zygmuntem III do Szwecji celem objęcia tronu po zmarłym Janie III. Uczestniczył też w drugiej podróży Zygmunta III do Szwecji (lipiec – październik 1598). W 2. poł 1600 otrzymał nominację na biskupa przemyskiego, objął je oficjalnie 16 maja 1601. Przeprowadziwszy 29 grudnia 1601 wizytację kanoniczną kościoła katedralnego, uczestniczył w początku stycznia 1602 w posiedzeniu kapituły oraz wizytował kościoły w kilku miejscowościach. Kontynuowanie wizytacji zlecił w styczniu 1603 dziekanom. 12 kwietnia 1603 wydał instrukcję określającą dokładnie obowiązki dziekanów oraz sposób przeprowadzania przez nich wizytacji. W latach 1603–1604 przebywał głównie w swojej rezydencji biskupiej w Brzozowie, skąd wydawał poszczególne akty dotyczące spraw diecezji. 28 lutego 1604 ogłosił list pasterski do duchowieństwa, zalecający stosowanie kar kościelnych w stosunku do uprawiających lichwę i zatrzymujących dziesięciny kościelne, a także napominanie wiernych, aby nie zawierali kontraktów dzierżawnych z Żydami. Po śmierci prymasa Jana Tarnowskiego jeździł do Łowicza, by jako egzekutor testamentu zająć się pogrzebem i realizacją ostatniej woli zmarłego. 7 października 1606 roku podpisał ugodę pod Janowcem. Z chwilą otrzymania pieczęci podkanclerzego koronnego prawie zupełnie przestał zajmować się diecezją, podobnie zresztą jak objętą 2 grudnia 1606 prepozyturą klasztoru kanoników regularnych Grobu Bożego w Miechowie. W 1604 był zwolennikiem osadzenia Dymitra Samozwańca na tronie moskiewskim. 31 marca 1606 Pstrokoński otrzymał nominację na kanclerza, małą pieczęć dostał Stanisław Miński. Po otrzymaniu datowanej 15 września 1608 bulli translacyjnej wydał z Krakowa ostatnie rozporządzenia jako biskup przemyski 20 grudnia ofiarował kapitule przemyskiej dwie wsie. W styczniu 1609 pojechał na sejm do Warszawy; wystąpił tam już jako biskup włocławski. 22 stycznia 1609 złożył pieczęć kanclerską. Wraz z innymi senatorami brał 30 stycznia udział w rozmowie z posłami stanów pruskich na temat sytuacji religijnej; bronił wówczas praw jezuitów do działalności w miastach Prus Królewskich. 16 lutego był w Wolborzu i przystąpił do sprawowania biskupich czynności. 16 maja 1609 odbył ingres do katedry we Włocławku, będąc już poważnie chory. Zmarł w zamku biskupim w Raciążu 14 lipca pochowany został w katedrze włocławskiej.